# Котино (Кемеровская область)
Котино — село в Прокопьевском районе Кемеровской области. Входит в состав Кузбасского сельского поселения.

## География
Центральная часть населённого пункта расположена на высоте 294 м над уровнем моря.

## Население
2010

### Половой состав
По данным Всероссийской переписи населения 2010 года, в селе Котино проживало 830 человек (408 мужчин, 422 женщины).

## Инфраструктура
В селе расположена Прокопьевская станция по борьбе с болезнями животных.